# Cruces del Mérito Naval
Las Cruces del Mérito Naval, hasta el año 1995 Orden del Mérito Naval es el nombre de una condecoración militar de España dividida en varias categorías que tiene por objeto recompensar a los miembros de la Armada, el Ejército y la Guardia Civil y otras personas civiles la realización de acciones y hechos o la prestación de servicios de destacado mérito.
Definida por el mismo real decreto que las Cruces del Mérito Militar y Cruces del Mérito Aeronáutico. Las Cruces del Mérito Naval tienen por objeto recompensar y distinguir individualmente a los miembros de las Fuerzas Armadas y del Cuerpo de la Guardia Civil, por la realización de acciones y hechos o la prestación de servicios de destacado mérito o importancia, así como al personal civil por sus actividades meritorias relacionadas con la Defensa Nacional. Estas acciones y hechos deberán estar relacionadas con la Armada para su concesión. 

## Categorías

### Cruz
Para oficiales, suboficiales y tropa y marinería y para el personal civil que no tenga el rango suficiente para obtener la Gran Cruz.
Las Cruces del Mérito Naval, que serán en forma de cruz latina llevarán en su anverso un ancla centrada en los brazos verticales. Se concederán: 
- Con distintivo rojo: Se concederán a aquellas personas que, con valor, hayan realizado acciones, hechos o servicios eficaces en el transcurso de un conflicto armado o de operaciones militares que impliquen o puedan implicar el uso de fuerza armada, y que conlleven unas dotes militares o de mando significativas. Será esmaltada en rojo y llevará el ancla en oro. Penderá de una cinta roja con lista amarilla en el centro de ancho igual a un octavo del ancho total de aquella.
- Con distintivo azul: Se concederán por acciones, hechos o servicios extraordinarios que, sin estar contemplados en la sección 1.ª de este capítulo, se lleven a cabo en operaciones derivadas de un mandato de las Naciones Unidas o en el marco de otras organizaciones internacionales. Esmaltada en blanco con pasadores azules en los brazos horizontales y el ancla en azul. Pende de una cinta con los colores nacionales en la misma disposición que tienen en la bandera, con cantos azules de dos milímetros de ancho.
- Con distintivo amarillo: Se concederán por acciones, hechos o servicios que entrañen grave riesgo y en los casos de lesiones graves o fallecimiento, como consecuencia de actos de servicio, siempre que impliquen una conducta meritoria. Esmaltada en blanco con pasadores amarillos en los brazos horizontales y el ancla en azul. Pende de una cinta con los colores nacionales en la misma disposición que tienen en la bandera, con cantos amarillos de dos milímetros de ancho.
- Con distintivo blanco: Se concederán por méritos, trabajos, acciones, hechos o servicios distinguidos, que se efectúen durante la prestación de las misiones o servicios que ordinaria o extraordinariamente sean encomendados a las Fuerzas Armadas o que estén relacionados con la Defensa, y que no se encuentren definidos en las tres secciones anteriores de este capítulo. Esmaltada en blanco y llevará el ancla en azul. Penderá de una cinta con los colores nacionales en la misma disposición que tienen en la bandera.

### Gran Cruz
Para oficiales generales y personal civil con un rango institucional, administrativo, académico o profesional. Lleva anexo el tratamiento de Excelencia.
La Gran Cruz es una placa abrillantada de ráfagas en oro, con la cruz latina y el ancla, del correspondiente color en el centro, orlada de dos leones y dos castillos en plata, proporcionales al conjunto. Banda de seda, de los mismos colores que la cinta de la que penden las Cruces, uniéndose en sus extremos con un lazo de la misma cinta, del que penderá la Venera de la Gran Cruz timbrada de corona real, en oro, y sujeta a la banda por un aro dorado. La venera consistirá en la cruz correspondiente del mérito y distintivo concedido. Se concederán: 
- Con distintivo rojo: Se concederán a aquellas personas que, con valor, hayan realizado acciones, hechos o servicios eficaces en el transcurso de un conflicto armado o de operaciones militares que impliquen o puedan implicar el uso de fuerza armada, y que conlleven unas dotes militares o de mando significativas.
- Con distintivo azul: Se concederán por acciones, hechos o servicios extraordinarios que, sin estar contemplados en la sección 1.ª de este capítulo, se lleven a cabo en operaciones derivadas de un mandato de las Naciones Unidas o en el marco de otras organizaciones internacionales.
- Con distintivo amarillo: Se concederán por acciones, hechos o servicios que entrañen grave riesgo y en los casos de lesiones graves o fallecimiento, como consecuencia de actos de servicio, siempre que impliquen una conducta meritoria.
- Con distintivo blanco: Se concederán por méritos, trabajos, acciones, hechos o servicios distinguidos, que se efectúen durante la prestación de las misiones o servicios que ordinaria o extraordinariamente sean encomendados a las Fuerzas Armadas o que estén relacionados con la Defensa, y que no se encuentren definidos en las tres secciones anteriores de este capítulo.

## Insignias y pasadores
| Gran cruz con distintivo rojo. | Gran cruz con distintivo azul. | Gran cruz con distintivo amarillo. | Gran cruz con distintivo blanco. |
| Cruz con distintivo rojo.      | Cruz con distintivo azul.      | Cruz con distintivo amarillo.      | Cruz con distintivo blanco.      |

## Desposesión de distinciones
El agraciado con cualesquiera de las categorías que haya sido sentenciado por la comisión de un delito doloso o pública y notoriamente haya incurrido en actos contrario a las razones determinantes de la concesión de la distinción podrá, en virtud de expediente iniciado de oficio o por denuncia motivada, y con intervención del Fiscal de la Real Orden, ser desposeído del título correspondiente a la distinción concedida, decisión que corresponde a quien la otorgó.